# The Burrowers
The Burrowers és una pel·lícula de terror western del 2008 escrita i dirigida per J. T. Petty. La pel·lícula es basa en un curtmetratge original, Blood Red Earth dirigit per Petty.

## Argument
És l'any 1879, i més enllà dels límits de la civilització un grapat de pioners mantenen assentaments mentre exploren els territoris desconeguts. Una nit, una família d'un d'aquests assentaments és arrossegada brutalment a la foscor per un grup d'invasors desconeguts. Al principi es creu que els segrestadors eren indígenes americans hostils, i es forma un grup per portar la família a casa amb seguretat.
S'aventura als territoris sense cartografiar un immigrant irlandès desesperat per trobar el seu amor perdut, un adolescent ingenu amb ganes de demostrar la seva vàlua, un llibert que busca fortuna i una parella de lluitadors indis cansats de la batalla. Però la ira de la natura i els tomahawks de tribus hostils no són les úniques amenaces a les quals aquest grup es veurà obligat a enfrontar-se, perquè a mesura que els cossos comencen a multiplicar-se i la veritat sobre els segrestadors emergeix gradualment, aquests els rescatadors descobriran que hi ha forces en aquest món que no es poden descriure en termes humans, i que semblen tenir motivacions més enllà de la nostra comprensió.
Una espècie humanoide però inhumana, anomenada "Burrowers" pels nadius, solia subsistir amb el búfal. Quan els colons blancs van esgotar el búfal, l'espècie va començar a sobreviure amb la carn humana, primer caçant els indis propers i més tard els colons. Una tribu en particular, els utes, té experiència en la lluita contra les espècies caçadores. Els "Burrowers" primer lliguen les seves víctimes tallant-les i drogant-les amb una toxina. Aleshores, la víctima és enterrada viva i només es menja després que hagi començat la descomposició. Quan els protagonistes de la pel·lícula es troben amb els Ute, el seu nombre s'ha esgotat molt, però el mètode Ute de drogar algú que ja està infectat amb la toxina "Burrower" resulta eficaç. Quan els "Burrowers" van a menjar-se la víctima dues vegades drogada, ells mateixos s'adormen i són vulnerables, sobretot als raigs del sol, que són l'única cosa aparent que els pot matar. No obstant això, el membre supervivent del grup, l'irlandès Coffey, és incapaç de descobrir exactament què utilitzaven els Ute per drogar els "Burrowers", ja que la majoria dels Ute restants són executats per la cavalleria excessivament entusiasta. La pel·lícula acaba amb el suggeriment que els atacs de "Burrower" continuaran.

## Repartiment
- Clancy Brown com a John Clay
- William Mapother com a William Parcher
- Laura Leighton com a Gertrude Spacks
- Alexandra Edmo com a Faith
- Sean Patrick Thomas com a Walnut Callaghan
- Doug Hutchison com a Henry Victor
- Tatanka Means com a Tall Ute
- Anthony Parker com a Ten Bear
- Karl Geary com a Fergus Coffey
- Galen Hutchison com a Dobie Spacks
- David Mindhunter com Dull Knife
- Jocelin Donahue com Maryanne Stewart

## Llançament
The Burrowers es va projectar per primera vegada al Festival Internacional de Cinema de Toronto el 9 de setembre de 2008.

### Mitjans domèstics
La pel·lícula va ser estrenada en DVD per Lionsgate i Maple Pictures als Estats Units i al Canadà respectivament el 21 d'abril de 2009.

## Resposta crítica
The Burrowers va rebre crítiques majoritàriament positives després de la seva estrena, i els crítics van elogiar la barreja de gèneres de terror i western, cinematografia i desenvolupament de personatges de la pel·lícula. A l'agregador de ressenyes Rotten Tomatoes, la pel·lícula té una puntuació d'aprovació del 75%, basada en 12 ressenyes, i una puntuació mitjana de 6,02/10.
Karina Longworth d’IndieWire va elogiar la cinematografia i el guió, assenyalant que la pel·lícula "s'assembla menys a una pel·lícula de terror que una pel·lícula de Terrence Malick, amb un MacGuffin mitològic dissenyat per revelar veritats fosques sobre els homes obligats a fer-hi front." Adrian Halen d’HorrorNews.net va oferir a la pel·lícula elogis similars, tot i que va assenyalar que la pel·lícula estava més centrada en els seus personatges que en els antagonistes del títol.